# Estación La Criolla
La Criolla es una estación de ferrocarril ubicada en la localidad de La Criolla en el Departamento Concordia, Provincia de Entre Ríos, República Argentina.

## Servicios
Pertenece al Ferrocarril General Urquiza, en el ramal que une las estaciones de Federico Lacroze, en la Ciudad Autónoma de Buenos Aires y Posadas, en la Provincia de Misiones.
No presta servicios de pasajeros. Por sus vías corren trenes de carga de la empresa estatal Trenes Argentinos Cargas.
Durante la construcción de la Represa de Salto Grande el embalse de la misma sumergió parte de la línea Lacroze-Posadas, por lo que el ramal fue trasladado hacia el oeste coincidiendo con el ramal Paraná-Concordia entre esta última ciudad y La Criolla. Desde un punto situado inmediatamente al norte de la Estación La Criolla ambos ramales se separan. 

## Ubicación
Se encuentra ubicada entre las estaciones Magnasco y Isthilart.